# Vrbje (Kostanjevica na Krki)
Vrbje (Duits: Nikolaiberg of Unteregg) is een plaats in Slovenië en maakt deel uit van de gemeente Kostanjevica na Krki in de NUTS-3-regio Spodnjeposavska. De plaats telde 9 inwoners op 1 januari 2020.

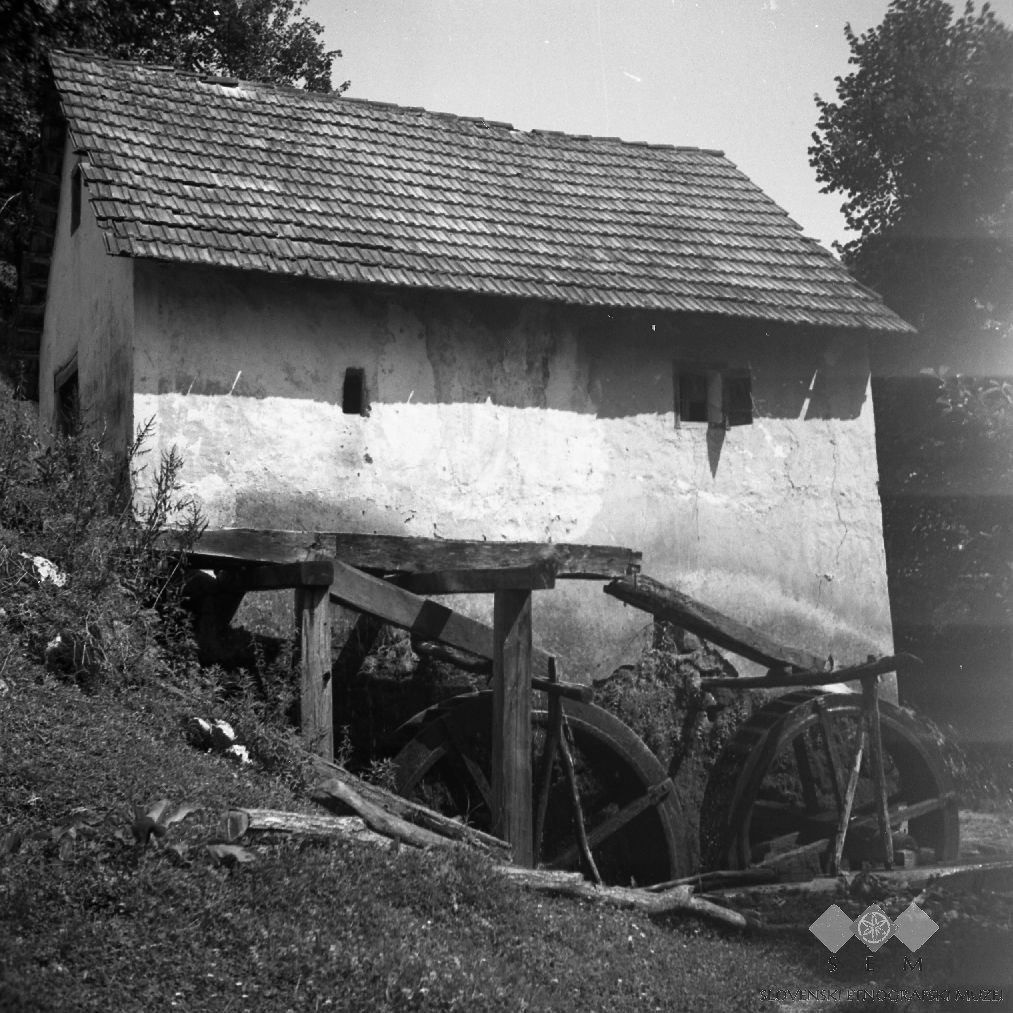
Oude watermolen